# Lotononis serpentinicola
Lotononis serpentinicola är en ärtväxtart som beskrevs av Hiram Wild. Lotononis serpentinicola ingår i släktet Lotononis och familjen ärtväxter. Inga underarter finns listade i Catalogue of Life.